# Aristophon (Politiker)
Aristophon von Azenia war ein athenischer Politiker im 4. Jahrhundert v. Chr.
Nach dem Friedensschluss Athens mit Theben 362/1 v. Chr. rückte Aristophon, bereits in gehobenem Alter, in die Staatsspitze auf. Einer seiner Freunde war Leptines, der ein Gesetz zur Einsparung von Ehrungen durch den Staat durchsetzte. In den Jahren der politischen Vorherrschaft des Eubulos (355/4–343 v. Chr.) bildete er gemeinsam mit dem Strategen Chares eine einflussreiche oppositionelle Gruppierung. Auch nach der Niederlage des mit Athen verbündeten Olynthos gegen Philipp II. von Makedonien 348 v. Chr. trat er gegen die Friedensbemühungen Philokrates’ auf.